# 김진아 (카피라이터)
김진아(金珍芽, 1975년 8월 1일 ~ )는 대한민국의 카피라이터 출신 정치인이다. 공연 무전관람으로 입방아에 오르내리는 중.

## 생애
홍익대학교 시각디자인학과를 나온 후 카피라이터가 되어 현대자동차, 현대카드, KT올레, 박카스 등의 브랜드와 함께 다양한 캠페인을 진행했다. CF 감독과 함께 광고프로덕션을 설립하여 제일기획과 만든 코웨이 '아이들에게 깨끗한 물을' 캠페인으로 2013년 대한민국 광고대상 대상을 수상하였다.
여성의당 창당에 참여해 초대 공동대표를 역임했고, 2021년 서울특별시장 보궐선거에 여성의당 후보로 출마했다.

## 학력
- 홍익대학교 시각디자인과

## 경력
- 대기업 카피라이터
- 광고회사 대표
- 울프소셜클럽 대표
- 여성의당 공동대표

## 저서
- 《나는 내 파이를 구할 뿐 인류를 구하러 온 게 아니라고》. 바다출판사. 2019년. ISBN 9791189932084

## 역대 선거 결과
| 실시년도 | 선거       | 대수 | 직책 | 선거구     | 정당     | 득표수    | 득표율         | 순위 | 당락 | 비고     |
| -------- | ---------- | ---- | ---- | ---------- | -------- | --------- | -------------- | ---- | ---- | -------- |
| 2021년   | 4·7 재보선 | 38대 | 시장 | 서울특별시 | 여성의당 | 33,421 표 | \| \| 0.68% \| | 4위  | 낙선 | 민선 7기 |
|          | 0.68%      |      |      |            |          |           |                |      |      |          |